# Sezonowa sukcesja planktonu
Sezonowa sukcesja planktonu – zmiany składu gatunkowego i biomasy planktonu związane ze zmianami warunków środowiskowych panujących w ekosystemach wodnych w ciągu roku (sezonu), mające charakter sukcesji ekologicznej.

## Pelagial jeziorny jako miejsce sukcesji ekologicznej

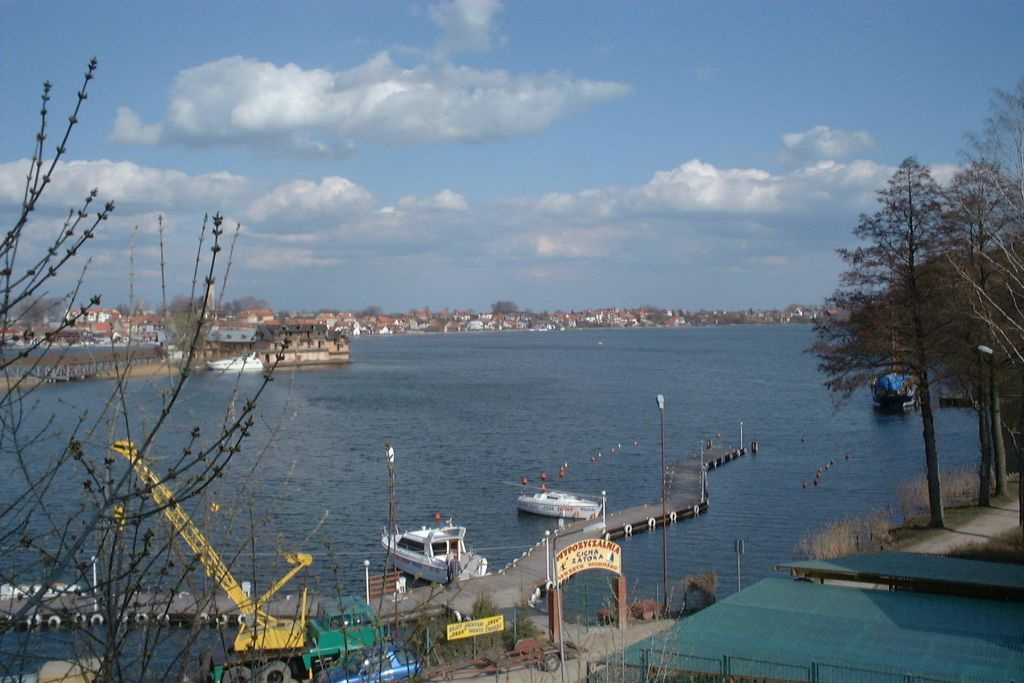
W pelagialu jezior, pomimo ich pozornej homogenności i niezmienności, dochodzi w ciągu roku do znaczących zmian zespołów fito- i zooplanktonu. Jezioro Mikołajskie było jednym z jezior, na podstawie badań którego sformułowano ogólnie przyjęty model sezonowej sukcesji planktonu.

Pelagial jezior strefy klimatu umiarkowanego cechuje powtarzalna, sezonowa zmienność warunków środowiskowych. Corocznie w jeziorach według przewidywalnego schematu, zgodnego z lokalnymi warunkami klimatycznymi, następują zmiany stratyfikacji termicznej, gradientów ważnych dla organizmów czynników abiotycznych (np. koncentracji tlenu, natężenia światła, temperatury). Ze względu na szczególne cechy środowiska wodnego (m.in. dużą pojemność cieplną), zmiany te mają charakter stopniowy, łagodniejszy i bardziej powtarzalny niż w ekosystemach lądowych (np. latem na trawiastym stoku dobowe różnice temperatur mogą przekraczać 30 °C, podczas gdy w epilimnionie jeziora rzadko przekraczają 2 °C). Ta stabilność warunków środowiskowych, „przewidywalność” i powtarzalność zmian sprzyjają równie powtarzalnym, stopniowym, sezonowym zmianom zespołów organizmów zasiedlających pelagial. Ukształtowaniu się takich sezonowych zmian o charakterze sukcesji (i ich obserwacji przez człowieka) sprzyja również to, że organizmy planktonowe mają niewielkie wymiary ciała i stosunkowo krótkie cykle życiowe: np. u przedstawicieli fitoplanktonu obserwuje się w ciągu roku w jeziorze 30-100 generacji.

## Model PEG

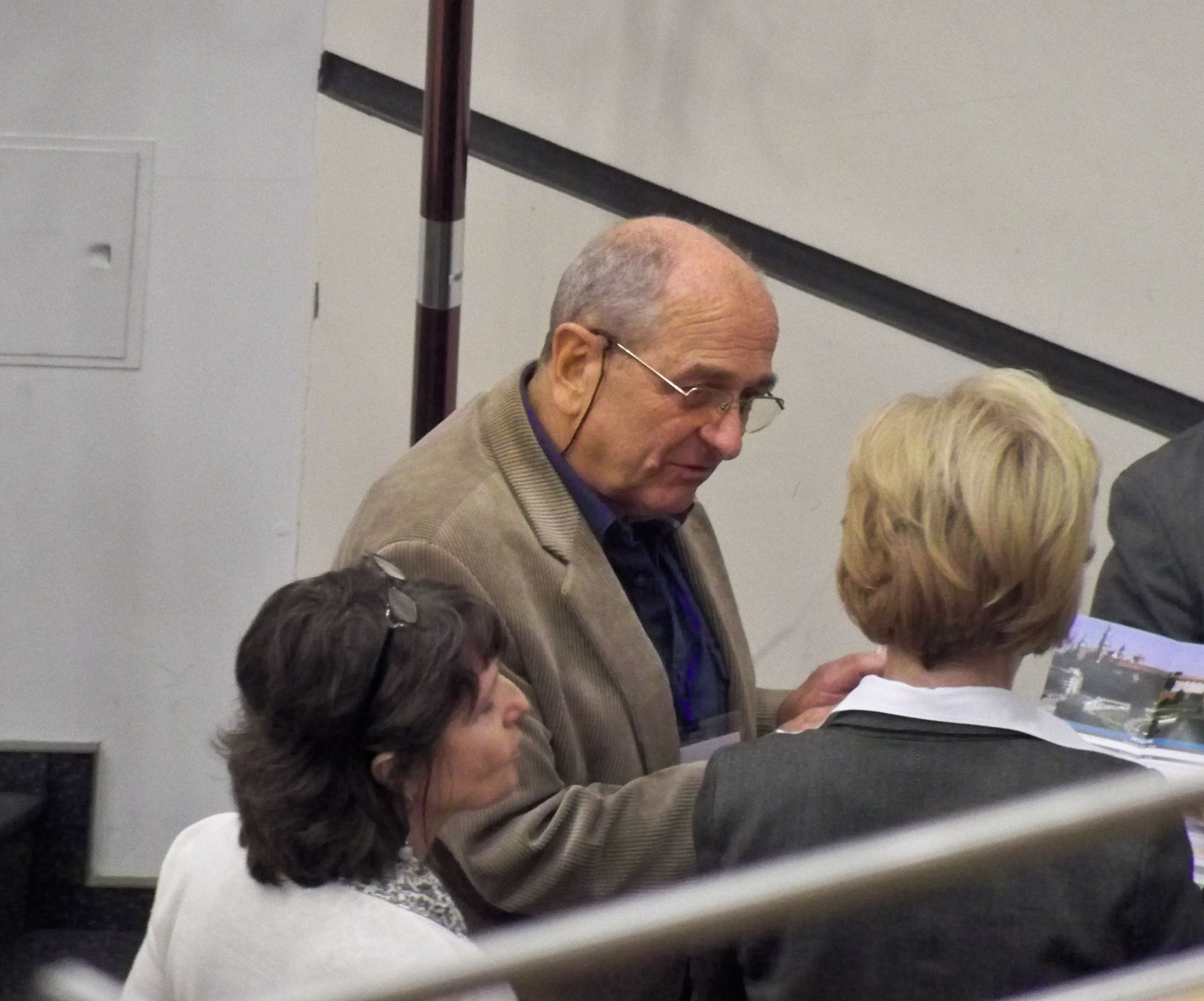
Profesor Maciej Z. Gliwicz jest jednym z autorów modelu sezonowej sukcesji planktonu PEG.

Grupa naukowców skupionych w Plankton Ecology Group (PEG), zajmujących się limnologią, w latach 80. XX wieku przedstawiła uogólniony model, opisujący zmiany zespołów fitoplanktonu i zooplanktonu jezior na tle warunków środowiskowych. Model sformułowano na podstawie porównawczego studium 24 jezior, opisuje on przebieg sukcesji w 24 etapach. Autorzy modelu zwrócili uwagę na to, że to czynniki (relacje) biotyczne, a nie jak dotychczasowo sądzono czynniki klimatyczne, są w głównej mierze odpowiedzialne za sezonowe zmiany składu jeziornego planktonu (sukcesja autogeniczna, dla której czynniki abiotyczne tworzą jedynie ogólne ramy). Zwrócili też uwagę, że jeziora eutroficzne i oligotroficzne różnią się od siebie pod względem sekwencji zmian zespołów planktonu.

### Etapy sukcesji według modelu PEG
Model PEG wyróżnia następujące etapy w sukcesji organizmów planktonowych w pelagialu jezior:
1. Wraz ze zbliżaniem się końca zimy zwiększona dostępność biogenów i światła w pelagialu pozwala na nielimitowany rozwój fitoplanktonu. Następuje zakwit małych glonów, takich jak kryptofity (Cryptophyceae) i okrzemki (Diatomophyceae).
2. Na tych rozwijających się glonach żerują przedstawiciele różnych gatunków roślinożernego zooplanktonu, które wylęgają się z form przetrwalnych, w postaci których przetrwały zimę. Dzięki obfitości glonów osobniki roślinożernego zooplanktonu cechuje duża płodność, i w konsekwencji osiągają one duże zagęszczenia.
3. W pierwszej kolejności zwiększają się liczebności populacji tych gatunków roślinożerców planktonowych, które mają krótkie czasy generacji (pokoleń), w dalszej kolejności populacji o wolniejszym tempie wzrostu.
4. Wzrost liczebności populacji planktonowych roślinożerców ma charakter wykładniczy, aż ich zagęszczenie osiąga taki poziom, że spasają fitoplankton szybciej, niż ten jest w stanie się rozmnażać.
5. W rezultacie nasilonej presji roślinożerców planktonowych biomasa fitoplanktonu ulega redukcji w krótkim czasie do bardzo niskiego poziomu: następuje „faza czystej wody”. Wskutek żerowania na fitoplanktonie biogeny ulegają ponownemu uwolnieniu do wody.
6. W konsekwencji załamania biomasy fitoplanktonu dochodzi do limitacji pokarmowej roślinożernego zooplanktonu: maleje rozrodczość, zagęszczenie i biomasa populacji zooplanktonu.
7. Drapieżnictwo ryb (wylęgającego się wiosną narybku, dla którego zooplankton jest podstawowym pokarmem) powoduje przyspieszenie spadku zagęszczenia zooplanktonu. Towarzyszy temu zmiana struktury gatunkowej i zmniejszenie średnich wymiarów ciała u pozostałych w pelagialu przedstawicieli zooplanktonu.
8. W warunkach osłabionej presji ze strony roślinożerców planktonowych i nielimitującej podaży biogenów następuje latem odbudowa biomasy fitoplanktonu. Letni zespół fitoplanktonu jest bardziej zróżnicowany pod względem gatunkowym i funkcjonalnym niż wiosenny.
9. Początkowo dominują w nim kryptofity i, zasadniczo niedostępne dla planktonowych roślinożerców, kolonijne zielenice, które wyczerpują pulę dostępnej frakcji fosforu (SRP – soluble reactive phosphorus).
10. Od tego momentu rozwój fitoplanktonu jest już limitowany przez dostępność biogenów, w związku z czym nie dochodzi do masowego rozwoju tej frakcji fitoplanktonu, która jest zjadana przez zooplankton, będący w tym czasie pod kontrolą drapieżników.
11. Konkurencja o fosfor prowadzi do zastąpienia zielenic przez duże okrzemki, które stają się jedynym źródłem pokarmu dla roślinożernego zooplanktonu.
12. Wyczerpanie zasobów dostępnego krzemu przez okrzemki prowadzi do zastąpienia dużych okrzemek przez duże bruzdnice i cyjanobakterie
13. Wyczerpanie zasobów dostępnego azotu (azotany, jony amonowe) prowadzi do zdominowania fitoplanktonu przez asymilujące azot atmosferyczny nitkowate cyjanobakterie
14. Gatunki skorupiaków zooplanktonowych cechujące się dużymi wymiarami ciała zostają wyparte przez gatunki o mniejszych wymiarach ciała i przez wrotki, które są mniej wrażliwe na drapieżnictwo ryb i mniej wrażliwe na zakłócanie procesu pobierania pokarmu powodowane przez kolonijne/nitkowate formy fitoplanktonu.
15. Wiele gatunków zooplanktonowych o małych wymiarach ciała może koegzystować dzięki stałej presji ryb planktonożernych i zróżnicowaniu dostępnego pokarmu (fitoplanktonu).
16. Zagęszczenie populacji zooplanktonowych i skład gatunkowy zespołu zooplanktonu waha się w trakcie lata, w miarę zbliżania końca tej pory roku w coraz większym stopniu wpływa na nie temperatura.
17. Dobiega końca autogeniczny etap sukcesji planktonu. Czynniki fizyczne, takie jak zwiększona głębokość strefy mieszania i dostępność biogenów zaczynają odgrywać główna rolę w sukcesji.
18. Po niewielkim zmniejszeniu biomasy fitoplanktonu rozwija się zespół fitoplanktonu przystosowany do nowych warunków fizycznych (nasilonego mieszania wód). Pojawiają się duże, jednokomórkowe i kolonijne glony, zwłaszcza okrzemki, których udział zwiększa się w miarę postępów jesieni.
19. Temu zespołowi trudno przyswajalnych dla zooplanktonu glonów towarzyszy rozwój biomasy różnych małych glonów, które są łatwe do odfiltrowania przez zooplankton.
20. Rozwój jadalnych dla zooplanktonu glonów, któremu towarzyszy spadek natężenia presji ze strony ryb planktonożernych, umożliwia jesienią zwiększenie zagęszczeń i biomasy zooplanktonu, w tym dużych jego form.
21. Zmniejszenie ilości energii słonecznej docierającej do pelagialu powoduje znaczące zmniejszenie produkcji pierwotnej w pelagialu i spadek biomasy fitoplanktonu do poziomu zimowego minimum.
22. Zmniejszeniu ulega biomasa roślinożernego zooplanktonu, co wynika z ograniczenia rozrodczości, spowodowanej przez spadek temperatury i zmniejszenie koncentracji pokarmu.
23. Przedstawiciele zooplanktonu, o ile nie uczynili tego wcześniej, przystępują do wytwarzania form przetrwalnych, dzięki którym przezimują.
24. Niektóre z gatunków widłonogów przerywają diapauzę i przechodzą do pelagialu.

### Inne typy jezior
Model PEG najlepiej pasuje do opisu sukcesji w eutroficznych jeziorach strefy klimatu umiarkowanego, o ogólnej charakterystyce zbliżonej do Jeziora Bodeńskiego. W jeziorach różniących się ogólnymi warunkami sekwencja wydarzeń może się nieco różnić, tym niemniej działać powinny te same mechanizmy. Zastosowanie modelu do wyjaśniania sukcesji planktonu w jeziorach o miękkiej wodzie, płytkich jeziorach i jeziorach strefy międzyzwrotnikowej nie jest potwierdzone.
Zmiany składu fitoplanktonu w akwenach płytkich, w których ruch wody utrudnia typowy dla jezior głębszych letni wzrost liczebności sinic, są mniej przewidywalne.

## Zastosowanie
Wskaźnik oparty na sezonowej sukcesji fitoplanktonu w morskich wodach przybrzeżnych jest jednym z proponowanych do oceny stanu ekologicznego wód w Wielkiej Brytanii.